# Smid van Groot-Wolding
De Smid van Groot Wolding (oorspronkelijke Engelstalige titel: Smith of Wootton Major) is een boek geschreven door de Engelse schrijver J.R.R. Tolkien. De eerste editie werd in 1967 uitgegeven.

## Korte omschrijving
Na het inslikken van een zilveren elfenster uit een taart op een kinderfeestje, verandert 'de Smid van Groot-Wolding' in een persoon die mooie liederen kan zingen waar de mensen stil van worden. Ook kan hij plotseling van alles met ijzer doen, zoals het maken van allerlei vormen en objecten. Vlak voor het feest opnieuw gevierd wordt, vierentwintig jaar later, gebeurt er echter iets opmerkelijks.

## Trivia
Die smid van Groot Wootton is de eerste van drie titels van J.R.R. Tolkien die in het Afrikaans is vertaald.
Beren and Luthien · Blad van Klein · Boer Gilles van Ham · De avonturen van Tom Bombadil · De Hobbit · De kinderen van Húrin · De Silmarillion · In de ban van de ring · Nagelaten vertellingen · Roverandom · The Return of the Shadow